# Список эпизодов телесериала «Частная практика»
Список серий американского телесериала «Частная практика», созданного Шондой Раймс. «Частная практика» — спин-офф телесериала «Анатомия страсти». В центре сюжета находится доктор Эддисон Форбс Монтгомери, роль которой исполняет Кейт Уолш после того как она оставляет работу в больнице «Сиэтл Грейс» и начинает собственную врачебную практику в Лос-Анджелесе.
Премьера сериала состоялась 26 сентября 2007 года на телеканале ABC. Сериал просуществовал в эфире шесть сезонов. Финальная серия была показана 22 января 2013 года.

## Обзор сезонов
| Сезоны | Сезоны | Эпизоды | Оригинальная дата премьеры | Оригинальная дата премьеры | Рейтинги в США      | Рейтинги в США |
| Сезоны | Сезоны | Эпизоды | Премьера сезона            | Финал сезона               | Зрители в США (млн) | Ранг           |
| ------ | ------ | ------- | -------------------------- | -------------------------- | ------------------- | -------------- |
|        | Пилот  | 2       | 3 мая 2007                 | 3 мая 2007                 | 21,23               | 3              |
|        | 1      | 9       | 26 сентября 2007           | 7 декабря 2007             | 10,76               | 12             |
|        | 2      | 22      | 1 октября 2008             | 30 апреля 2009             | 9,20                | 27             |
|        | 3      | 23      | 1 октября 2009             | 13 мая 2010                | 9,15                | 42             |
|        | 4      | 22      | 23 сентября 2010           | 19 мая 2011                | 7,75                | 58             |
|        | 5      | 22      | 29 сентября 2011           | 15 мая 2012                | 8,80                | 63             |
|        | 6      | 13      | 25 сентября 2012           | 22 января 2013             | 7,02                | 58             |

## Список серий

### Встроенный пилот
| № общий | № в сезоне | Название                                                                | Режиссёр       | Автор сценария | Дата премьеры | Зрители в США (млн) |
| --- | ---------- | ----------------------------------------------------------------------- | -------------- | -------------- | ------------- | ------------------- |
| 58 | 22         | «The Other Side of This Life (Part 1)» «Другая сторона жизни (Часть 1)» | Майкл Гроссман | Шонда Раймс    | 3 мая 2007    | 21,23               |
| Мередит продолжает работать над своими отношениями с Тэтчером и Сьюзан. Кристине приходится иметь дело со своей мамой и мамой Берка. Между Мередит и Дереком возникает проблема, требующая скорейшего её разрешения. Эддисон видит свою крестницу,которая едет на собеседование по работе. |            |                                                                         |                |                |               |                     |
| 59 | 23         | «The Other Side of This Life (Part 2)» «Другая сторона жизни (Часть 2)» | Майкл Гроссман | Шонда Раймс    | 3 мая 2007    | 21,23               |
| После того, как всё слишком осложнилось в Сиэтле, Эддисон отправляется в Лос-Анджелес, чтобы увидеться со своими друзьями из медицинского колледжа. Дерек должен провести срочную операцию. Беременная женщина должна выяснить, кто является отцом её ребёнка.                             |            |                                                                         |                |                |               |                     |

### Сезон 1 (2007)
| № общий | № в сезоне | Название | Режиссёр           | Автор сценария             | Дата премьеры    | Зрители в США (млн) |
| --- | ---------- | --- | ------------------ | -------------------------- | ---------------- | ------------------- |
| 1 | 1          | «In Which We Meet Addison, a Nice Girl From Somewhere Else» «Эпизод, в котором мы встречаем Эддисон, милую девушку откуда-то ещё» | Марк Тинкер        | Шонда Раймс                | 26 сентября 2007 | 14,41               |
| Эддисон переезжает в Лос-Анджелес и селится жить по соседству с Сэмом. Оказывается никто из клиники кроме Наоми не знает, что Эддисон теперь с ними работает. У Вайолетт пациентка, которая считает плитки на полу в магазине. Сему и Наоми приходится разбираться с тем, брать ли у умершего пациента сперму или нет. А у Эддисон роженица, которую приходится разрезать в нестерильных условиях.                                                    |            | |                    |                            |                  |                     |
| 2 | 2          | «In Which Sam Receives an Unexpected Visitor» «Эпизод, в котором к Сэму приходит неожиданный посетитель»                          | Тони Голдуин       | Майк Островски             | 3 октября 2007   | 12,30               |
| К Сэму приходит массовик-затейник, которая потом оказывается пациенткой Пита. У самого Сэма есть пациент, которого травит собственная мать. Вайолетт приходит велосипед, который она заказывала в подарок мужу на годовщину. А в клинике появляются дети, которых подменили. |            | |                    |                            |                  |                     |
| 3 | 3          | «In Which Addison Finds the Magic» «Эпизод, в котором Эддисон обнаруживает чудо»                                                  | Марк Тинкер        | Шонда Раймс и Марти Ноксон | 10 октября 2007  | 12,40               |
| В Лос-Анджелесе идет дождь. Наоми переживает, что её дочь считает Сэма лучшим родителем, и заедает это горе тортами. У Купера синеющее дети, а Пациент Вайолетт спустя 36 месяцев решается сказать то, что хочет, но это плохо оборачивается. Пит справляет годовщину смерти своей жены. К Эддисон приходит пациентка, которая не может заняться сексом.                                                                                              |            | |                    |                            |                  |                     |
| 4 | 4          | «In Which Addison Has a Very Casual Get Together» «Эпизод, в котором у Эддисон случайная встреча»                                 | Арвин Браун        | Андреа Ньюман              | 17 октября 2007  | 11,81               |
| Сэм идет на прямой эфир, чтобы продекламировать свою книгу. Эддисон устраивает вечеринку, про которую все забыли. У Пита пациент, который может заснуть во время ходьбы. Дэлл боится, что слишком мало значит. Женщина, из-за которой Вайолетт бросил муж, пришла на приём к Наоми. У Сэма и Эддисон пациентка, которая сбежала из психиатрической больницы. А Купер договорился со своим пациентом, что они признаются в любви, тем кто им нравится. |            | |                    |                            |                  |                     |
| 5 | 5          | «In Which Addison Finds a Showerhead» «Эпизод, в котором Эддисон находит шампунь»                                                 | Джули Энн Робинсон | Шонда Раймс и Марти Ноксон | 24 октября 2007  | 11,77               |
| Эддисон снится Пит, и она рассказывает об этом Наоми. Дэлл берёт свой первый цитологический мазок. У Пита пациентка профессиональная бегунья. Бывший муж Вайолетт приходит в клинику. У Сэма пациентка, на которую напали. Дочь Наоми и Сэма - Майя - думает, что у неё хламидиоз, и приходит с этой проблемой к Эддисон. |            | |                    |                            |                  |                     |
| 6 | 6          | «In Which Charlotte Goes Down the Rabbit Hole» «Эпизод, в котором Шарлотта спускается в кроличью нору»                            | Дэвид Соломон      | Дженна Банс                | 31 октября 2007  | 11,21               |
| Наоми идет на свидание. Шарлотта не может уснуть и приходит с этим в клинику. У Эддисон и Наоми пациентка, врущая своему мужу, потому что не хочет детей. А у Сэма и Купера пациентка-инвалид, которая возможно бьёт свою дочь. |            | |                    |                            |                  |                     |
| 7 | 7          | «In Which Sam Gets Taken For a Ride» «Эпизод, в котором Сэм отправляется в поездку»                                               | Джефф Мелман       | Эмили Халперн              | 14 ноября 2007   | 11,45               |
| Пит и Эддисон договариваются о свидании. Сэм выезжает на вызов и оказывается в заложниках у рожающей женщины. В клинике роженица, которая потеряла мужа и привыкла все контролировать, её приехал поддержать весь полицейский участок. Дэлл принял роды у женщины, которая ждала девочку, но всё приняло неожиданный поворот. А Вайолетт просит Купера заняться с ней сексом.                                                                         |            | |                    |                            |                  |                     |
| 8 | 8          | «In Which Cooper Finds a Port In His Storm» «Эпизод, в котором Купер находит порт во время бури»                                  | Марк Тинкер        | Лорен Шмидт                | 21 ноября 2007   | 8,44                |
| Каждый кого-то избегает в клинике из-за событий, произошедших накануне вечером. Шарлотта приезжает в клинику, чтобы объяснить программу отказников. У мам есть две недели, чтобы передумать и забрать ребёнка. Питу и Эддисон приходится работать вместе несмотря на напряжение между ними. Эддисон идет на свидание с пациентом Вайолетт, который называет себя «сундук». А у Сэма и Наоми эпидемия в монастыре.                                     |            | |                    |                            |                  |                     |
| 9 | 9          | «In Which Dell Finds His Fight» «Эпизод, в котором Делл находит силы для борьбы»                                                  | Венди Станцлер     | Айана Флойд                | 5 декабря 2007   | 10,36               |
| В клинику снова приходит пара с вагинизмом, теперь они хотят забеременеть. У дедушки Дэлла постоянно появляются новые синяки, и он подозревает персонал дома престарелых. Пит и Эддисон пытаются быть друзьями. Купер украл программу «папочек» у Шарлотты. Сэм решает бороться за Наоми. А Эддисон решает дать шанс полицейскому. |            | |                    |                            |                  |                     |

### Сезон 2 (2008-09)
| № общий | № в сезоне | Название                                          | Режиссёр            | Автор сценария                                         | Дата премьеры   | Зрители в США (млн) |
| ------- | ---------- | ------------------------------------------------- | ------------------- | ------------------------------------------------------ | --------------- | ------------------- |
| 10      | 1          | «A Family Thing» «Семейная вещь»                  | Марк Тинкер         | Шонда Раймс и Марти Ноксон                             | 1 октября 2008  | 8,16                |
| 11      | 2          | «Equal and Opposite» «Равное и противоположное»   | Том Верика          | Майк Островски                                         | 8 октября 2008  | 7,40                |
| 12      | 3          | «Nothing to Talk About» «Не о чем говорить»       | Хелен Шейвер        | Айана Флойд                                            | 22 октября 2008 | 7,98                |
| 13      | 4          | «Past Tense» «Прошлое»                            | Майкл Прессман      | Крейг Тарк                                             | 29 октября 2008 | 7,93                |
| 14      | 5          | «Let It Go» «Отпусти это»                         | Майкл Зинберг       | Лорен Шмидт                                            | 5 ноября 2008   | 9,54                |
| 15      | 6          | «Serving Two Masters» «Служба двум господам»      | Джоанна Кернс       | Эмили Халперн                                          | 19 ноября 2008  | 7,14                |
| 16      | 7          | «Tempting Faith» «Заманчивая вера»                | Джеймс Фраули       | Джон Кован и Роберт Ровнер                             | 26 ноября 2008  | 6,33                |
| 17      | 8          | «Crime and Punishment» «Преступление и наказание» | Марк Тинкер         | Шонда Раймс                                            | 3 декабря 2008  | 7,78                |
| 18      | 9          | «Know When to Fold» «Знать, когда складывать»     | Джефф Мелман        | Элизабет Дж. Б. Клавитер                               | 10 декабря 2008 | 6,86                |
| 19      | 10         | «Worlds Apart» «Разные миры»                      | Бетани Руни         | Стив Блэкмен                                           | 17 декабря 2008 | 6,61                |
| 20      | 11         | «Contamination» «Заражение»                       | Кейт Вудс           | Фред Эйнсман                                           | 8 января 2009   | 8,98                |
| 21      | 12         | «Homeward Bound» «Связь с домом»                  | Марк Тинкер         | Сэл Каллерос                                           | 15 января 2009  | 8,49                |
| 22      | 13         | «Nothing to Fear» «Нечего бояться»                | Эллисон Лидди-Браун | Джон Кован и Роберт Ровнер                             | 22 января 2009  | 9,49                |
| 23      | 14         | «Second Chances» «Вторые шансы»                   | Джеймс Фроули       | Крейг Тарк                                             | 29 января 2009  | 7,74                |
| 24      | 15         | «Acceptance» «Принятие»                           | Стив Гомер          | Майк Островски                                         | 5 февраля 2009  | 12,91               |
| 25      | 16         | «Ex-Life» «Прошлая жизнь»                         | Марк Тинкер         | Джон Кован, Роберт Ровнер, Криста Вернофф и Дебора Кан | 12 февраля 2009 | 14,10               |
| 26      | 17         | «Wait and See» «Подожди и увидишь»                | Майкл Зинберг       | Стив Блэкмен                                           | 19 февраля 2009 | 11,16               |
| 27      | 18         | «Finishing» «Конец»                               | Донна Дейч          | Шонда Раймс                                            | 12 марта 2009   | 8,80                |
| 28      | 19         | «What Women Want» «Чего хочет женщина»            | Марк Тинкер         | Лорен Шмидт                                            | 19 марта 2009   | 9,74                |
| 29      | 20         | «Do the Right Thing» «Сделай правильную вещь»     | Эрик Штольц         | Крейг Тарк                                             | 26 марта 2009   | 10,12               |
| 30      | 21         | «What You Do For Love» «Что ты делаешь для любви» | Том Верика          | Айана Флойд                                            | 23 апреля 2009  | 9,08                |
| 31      | 22         | «Yours, Mine and Ours» «Твои, мои и наши»         | Майкл Зинберг       | Джон Кован и Роберт Ровнер                             | 30 апреля 2009  | 9,70                |

### Сезон 3 (2009-10)
| № общий | № в сезоне | Название                                                      | Режиссёр            | Автор сценария                             | Дата премьеры   | Зрители в США (млн) |
| ------- | ---------- | ------------------------------------------------------------- | ------------------- | ------------------------------------------ | --------------- | ------------------- |
| 32      | 1          | «A Death in the Family» «Смерть в семье»                      | Марк Тинкер         | Шонда Раймс, Джон Кован и Роберт Ровнер    | 1 октября 2009  | 11,58               |
| 33      | 2          | «The Way We Were» «Так, как это было»                         | Донна Дейч          | Патти Карр и Лара Олсен                    | 8 октября 2009  | 9,50                |
| 34      | 3          | «Right Here, Right Now» «Здесь и сейчас»                      | Роб Корн            | Дана Баратта                               | 15 октября 2009 | 10,36               |
| 35      | 4          | «Pushing the Limits» «Преодолевая границы»                    | Эллисон Лидди-Браун | Айана Флойд                                | 22 октября 2009 | 9,93                |
| 36      | 5          | «Strange Bedfellows» «Странные парни»                         | Стив Гомер          | Кэти МакКормик                             | 29 октября 2009 | 9,16                |
| 37      | 6          | «Slip Slidin’ Away» «Скользи отсюда»                          | Хелен Шейвер        | Фред Эйнсман                               | 5 ноября 2009   | 9,11                |
| 38      | 7          | «The Hard Part» «Трудная часть»                               | Марк Тинкер         | Стив Блэкмен                               | 12 ноября 2009  | 10,25               |
| 39      | 8          | «Sins of the Father» «Грехи отца»                             | Том Верика          | Элизабет Дж. Б. Клавитер                   | 19 ноября 2009  | 8,93                |
| 40      | 9          | «The Parent Trap» «Ловушка для родителей»                     | Донна Дейч          | Крейг Тарк                                 | 3 декабря 2009  | 9,21                |
| 41      | 10         | «Blowups» «Раздутие»                                          | Марк Тинкер         | Сонай Вашингтон                            | 3 декабря 2009  | 9,21                |
| 42      | 11         | «Another Second Chance» «Другой второй шанс»                  | Майкл Зинберг       | Криста Вернофф и Кэти МакКормик            | 14 января 2010  | 10,96               |
| 43      | 12         | «Best Laid Plans» «Лучшие намеченные планы»                   | Бетани Руни         | Патти Карр и Лара Олсен                    | 21 января 2010  | 9,64                |
| 44      | 13         | «Shotgun» «Дробовик»                                          | Карен Гавиола       | Джон Кован и Роберт Ровнер                 | 4 февраля 2010  | 9,25                |
| 45      | 14         | «Love Bites» «Любовь кусается»                                | Мэттью Пенн         | Дана Баратта                               | 11 февраля 2010 | 9,04                |
| 46      | 15         | «Til Death Do Us Part» «Только смерть нас разлучит»           | Кенни Леон          | Крейг Тарк                                 | 18 февраля 2010 | 7,59                |
| 47      | 16         | «Fear of Flying» «Боязнь полёта»                              | Марк Тинкер         | Айана Флойд                                | 4 марта 2010    | 7,57                |
| 48      | 17         | «Triangles» «Треугольники»                                    | Том Верика          | Стив Блэкмен                               | 11 марта 2010   | 7,66                |
| 49      | 18         | «Pulling the Plug» «Закручивание гаек»                        | Энн Кидберг         | Кэти МакКормик                             | 25 марта 2010   | 8,71                |
| 50      | 19         | «Eyes Wide Open» «Широко открытые глаза»                      | Эрик Штольц         | Джесси Зигельштейн                         | 1 апреля 2010   | 7,82                |
| 51      | 20         | «Second Choices» «Второй выбор»                               | Джефф Блекнер       | Патти Карр и Лара Олсен                    | 22 апреля 2010  | 7,49                |
| 52      | 21         | «War» «Война»                                                 | Эрик Штольц         | Элизабет Дж. Б. Клавитер и Сонай Вашингтон | 29 апреля 2010  | 7,78                |
| 53      | 22         | «In the Name of Love» «Во имя любви»                          | Марк Тинкер         | Фред Эйнсман                               | 6 мая 2010      | 8,15                |
| 54      | 23         | «The End of a Beautiful Friendship» «Конец прекрасной дружбы» | Жанно Шварц         | Дебора Кан                                 | 13 мая 2010     | 9,28                |

### Сезон 4 (2010-11)
| № общий | № в сезоне | Название                                                                                      | Режиссёр            | Автор сценария                   | Дата премьеры    | Зрители в США (млн) |
| ------- | ---------- | --------------------------------------------------------------------------------------------- | ------------------- | -------------------------------- | ---------------- | ------------------- |
| 55      | 1          | «Take Two» «Возьми два»                                                                       | Марк Тинкер         | Крейг Тарк и Стив Блэкмен        | 23 сентября 2010 | 9,02                |
| 56      | 2          | «Short Cuts» «Быстрый доступ»                                                                 | Марк Тинкер         | Сонай Вашингтон                  | 30 октября 2010  | 7,93                |
| 57      | 3          | «Playing God» «Игра в Бога»                                                                   | Донна Дейч          | Шила Лоуренс                     | 7 октября 2010   | 7,90                |
| 58      | 4          | «A Better Place to Be» «Лучшее место»                                                         | Том Верика          | Барби Клигман                    | 14 октября 2010  | 8,07                |
| 59      | 5          | «In or Out» «В или из»                                                                        | Эд Орнелас          | Айана Флойд                      | 21 октября 2010  | 7,66                |
| 60      | 6          | «All in the Family» «Все в семье»                                                             | Энн Киндберг        | Сэнфорд Голден и Карен Вискарвер | 28 октября 2010  | 7,68                |
| 61      | 7          | «Did You Hear What Happened to Charlotte King?» «Вы слышали, что случилось с Шарлоттой Кинг?» | Эллисон Лидди-Браун | Шонда Раймс                      | 4 ноября 2010    | 10,18               |
| 62      | 8          | «What Happens Next» «Что случится потом»                                                      | Майкл Зинберг       | Дженнифер Сесил                  | 11 ноября 2010   | 8,21                |
| 63      | 9          | «Can't Find My Way Back Home» «Я не могу найти дорогу домой»                                  | Марк Тинкер         | Фред Эйнсмен                     | 18 ноября 2010   | 8,01                |
| 64      | 10         | «Just Lose It» «Просто отпусти это»                                                           | Стефан Крэг         | Элизабет Дж. Б. Клавитер         | 2 декабря 2010   | 7,90                |
| 65      | 11         | «If You Don't Know Me By Now» «Если ты меня не знаешь»                                        | Эрик Штольц         | Захир МакГи                      | 6 января 2011    | 7,67                |
| 66      | 12         | «Heaven Can Wait» «Небеса не могут ждать»                                                     | Кенни Леон          | Барби Клигман                    | 3 февраля 2011   | 7,05                |
| 67      | 13         | «Blind Love» «Слепая любовь»                                                                  | Бетани Руни         | Крейг Тарк и Стив Блэкмен        | 10 февраля 2011  | 7,26                |
| 68      | 14         | «Home Again» «Снова дома»                                                                     | Марк Тинкер         | Криста Вернофф                   | 17 февраля 2011  | 6,73                |
| 69      | 15         | «Two Steps Back» «Два шага назад»                                                             | Джефф Блекнер       | Айана Флойд                      | 24 февраля 2011  | 6,44                |
| 70      | 16         | «Love and Lies» «Любовь и ложь»                                                               | Энн Киндберг        | Мойра МакМэхон                   | 17 марта 2011    | 5,97                |
| 71      | 17         | «A Step Too Far» «Шаг слишком далеко»                                                         | Скотт Принц         | Фред Эйнсман                     | 24 марта 2011    | 7,93                |
| 72      | 18         | «The Hardest Part» «Самая трудная часть»                                                      | Пол Адельштейн      | Дженнифер Сесил                  | 31 марта 2011    | 7,35                |
| 73      | 19         | «What We Have Here...» «Что у нас есть...»                                                    | Карен Гавиола       | Кристофер Файф                   | 28 апреля 2011   | 6,68                |
| 74      | 20         | «Something Old, Something New» «Кое-что старое, кое-что новое»                                | Марк Тинкер         | Сэнфорд Голден и Карен Вискарвер | 5 мая 2011       | 6,89                |
| 75      | 21         | «God Bless the Child» «Господи, благослови дитя»                                              | Жанно Шварц         | Дженнифер Сесил и Барби Клигман  | 12 мая 2011      | 7,27                |
| 76      | 22         | «...To Change the Things I Can» «...Изменить вещи, которые я могу»                            | Марк Тинкер         | Крейг Тарк и Стив Блэкмен        | 19 мая 2011      | 7,45                |

### Сезон 5 (2011-12)
| № общий | № в сезоне | Название                                                                           | Режиссёр            | Автор сценария                             | Дата премьеры    | Зрители в США (млн) |
| --- | ---------- | ---------------------------------------------------------------------------------- | ------------------- | ------------------------------------------ | ---------------- | ------------------- |
| 77 | 1          | «God Laughs» «Бог смеётся»                                                         | Марк Тинкер         | Крейг Тарк                                 | 29 сентября 2011 | 7,79                |
| У Питта случается инсульт в присутствии сына, его случайно находит Купер. Амелия оперирует его, находясь в нетрезвом состоянии. Вайолетт помогает попутчице в аэропорту, страдающей от токсичных отношений. Незнакомый мужчина с ананасами, с которым Эддисон думала уехать на Фиджи, оказывается выбранным ею для ЭКО врачом-репродуктологом. |            |                                                                                    |                     |                                            |                  |                     |
| 78 | 2          | «Breaking the Rules» «Против правил»                                               | Том Верика          | Стив Блэкмен                               | 6 октября 2011   | 6,06                |
| Персонал клиники проводит собеседования для замещения окончательно уехавшей Наоми, в том числе с репродуктологом Джейком Райли. Вайолетт по-прежнему без лицензии и пытается быть хоть чем-то полезной. Пит выходит на работу после инсульта, Вайолетт его чрезмерно опекает. Купер крадёт для больной девочки пуповинную кровь умершего ребёнка из частного банка крови, Шарлотта покрывает его. Амелия отстранена от работы. Эддисон готовится к ЭКО и просит Сэма перейти на презервативы.                                                                                               |            |                                                                                    |                     |                                            |                  |                     |
| 79 | 3          | «Deal With It» «Справься с этим»                                                   | Рэндалл Зиск        | Дженнифер Сесил                            | 13 октября 2011  | 6,51                |
| Амелия ходит на собрания анонимных алкоголиков. У Эддисон и Джейка пациентка, которая ждёт трансплантации матки от собственной бабушки. У Амелии пациентка-учительница с болезнью Паркинсона и тягой к необычному сексуальному поведению. Вайолетт пытается влиться в общество местных мамочек и стать подругой Эддисон. К Куперу приезжает его давняя сексуальная партнерша с восьмилетним сыном, утверждая, что он от Купера. |            |                                                                                    |                     |                                            |                  |                     |
| 80 | 4          | «Remember Me» «Помни меня»                                                         | Марк Тинкер         | Барби Клигман                              | 20 октября 2011  | 6,38                |
| Команда клиники ведёт пациента с беременной женой, которая после автокатастрофы перестала что-либо запоминать, даже сам факт беременности. Муж хочет уехать от неё с ребёнком сразу после родов. Купер общается с сыном, не рассказывая ему о своём статусе. Шарлотта предлагает матери мальчика деньги за отъезд, тест доказывает отцовство. |            |                                                                                    |                     |                                            |                  |                     |
| 81 | 5          | «Step One» «Шаг первый»                                                            | Энн Киндберг        | Адель Лим                                  | 27 октября 2011  | 6,59                |
| Эддисон начала подготовку к ЭКО, и страдает от гормональных перепадов настроения, что сказывается на работе клиники. У Сэма пациент художник-философ, с которым раньше работала Вайолетт и которому стало плохо после отзыва её лицензии. Амелия пытается помочь подруге, которая хочет от неё обещанной помощи в эвтаназии, и срывается после её самоубийства. Мать сына Купера Мейсона запрещает ему общаться с ребёнком при Шарлотте и говорить об отцовстве, но в конце правда раскрывается, ребёнок догадывается сам.                                                                  |            |                                                                                    |                     |                                            |                  |                     |
| 82 | 6          | «If I Hadn't Forgotten...» «Если я не забыла...»                                   | Джефф Блекнер       | Криста Вернофф                             | 3 ноября 2011    | 6,56                |
| Амелия просыпается с незнакомым мужчиной, который тянет её вниз, и не выходит на работу, когда у её пациентки случается кровоизлияние в мозг. Под влиянием ситуации с Амелией Шарлотта вспоминает о последствиях, к которым в своё время привела её собственная зависимость. Купер работает с семьёй, которая пытается залечить своего сына ради поблажек по учёбе и выдумывает ему диагноз гиперактивность. Эддисон выбирает донора спермы, так как у неё обнаружилось больше яйцеклеток, чем она надеялась. Вайолетт пытается вернуть себе лицензию под предлогом страданий её пациентов. |            |                                                                                    |                     |                                            |                  |                     |
| 83 | 7          | «Don't Stop 'Till You Get Enough» «Не останавливайся, пока не получишь достаточно» | Бетани Руни         | Фред Эйнсман                               | 10 ноября 2011   | 7,51                |
| Вайолетт для возврата лицензии работает под патронажем Шелдона, Пит защищает её от его придирок. Джейк пытается сохранить жизнь плоду женщины, у которой умер мозг, и чье сердце нужно пациентке Сэма. Амелия и Райан катятся вниз, Амелия вламывается в свой кабинет и хочет украсть бланки рецептов, Шарлотта пытается их отобрать. Шарлотта налаживает отношения с сыном Купера Мейсоном и его матерью. Эддисон делают подсадку. |            |                                                                                    |                     |                                            |                  |                     |
| 84 | 8          | «Who We Are» «Те, кто мы есть»                                                     | Марк Тинкер         | Шонда Раймс                                | 17 ноября 2011   | 7,23                |
| Персонал клиники с помощью приглашённого специалиста делает попытку убедить Амелию бросить наркотики и поехать в реабилитационный центр. Она отказывается и сбегает с Райаном, за которого хочет выйти замуж и от которого планирует детей, но соглашается после его смерти. |            |                                                                                    |                     |                                            |                  |                     |
| 85 | 9          | «The Breaking Point» «Переломный момент»                                           | Джефф Блекнер       | Кристофер Файф                             | 17 ноября 2011   | 7,23                |
| 86 | 10         | «Are You My Mother?» «Ты моя мать?»                                                | Эд Орнелас          | Элизабет Дж. Б. Клавитер                   | 5 января 2012    | 7,71                |
| 87 | 11         | «The Standing Eight Count» «Постоянный счёт до восьми»                             | Скотт Принц         | Захир МакГи                                | 12 января 2012   | 6,55                |
| 88 | 12         | «Losing Battles» «Проигранные битвы»                                               | Стефан Крэгг        | Габриэль Ланас                             | 19 января 2012   | 6,00                |
| 89 | 13         | «The Time Has Come» «Время пришло»                                                 | Марк Тинкер         | Дженнифер Сесил                            | 2 февраля 2012   | 6,55                |
| 90 | 14         | «Too Much» «Слишком много»                                                         | Карен Гавиола       | Ной Эвслин                                 | 9 февраля 2012   | 6,52                |
| 91 | 15         | «You Break My Heart» «Ты разбиваешь мне сердце»                                    | Эллисон Лидди-Браун | Стив Блэкмен и Крейг Турк                  | 16 февраля 2012  | 7,08                |
| 92 | 16         | «Andromeda» «Андромеда»                                                            | Марк Тинкер         | Гейб Фонсека                               | 23 февраля 2012  | 6,32                |
| 93 | 17         | «The Letting Go» «Отпусти меня»                                                    | Пол Адельштейн      | Барби Клигман                              | 15 марта 2012    | 6,85                |
| 94 | 18         | «It Was Inevitable» «Это было неизбежно»                                           | Билл Пёрпл          | Адель Лим и Кристофер Файф                 | 17 апреля 2012   | 6,53                |
| 95 | 19         | «And Then There Was One» «И остался один»                                          | Том Верика          | Дженнифер Сесил и Элизабет Дж. Б. Клавитер | 24 апреля 2012   | 8,13                |
| 96 | 20         | «True Colors» «Истинные цвета»                                                     | Стив Робин          | Крейг Турк и Стив Блэкмен                  | 1 мая 2012       | 7,38                |
| 97 | 21         | «Drifting back» «Дрейф»                                                            | Жанно Шварц         | Габриэль Ланас и Захир МакГи               | 8 мая 2012       | 5,77                |
| 98 | 22         | «Gone, Baby, Gone» «Прощай, детка, прощай»                                         | Энн Киндберг        | Шонда Раймс                                | 15 мая 2012      | 6,81                |

### Сезон 6 (2012-13)
| № общий | № в сезоне | Название                                                                                    | Режиссёр            | Автор сценария                         | Дата премьеры    | Зрители в США (млн) |
| --- | ---------- | ------------------------------------------------------------------------------------------- | ------------------- | -------------------------------------- | ---------------- | ------------------- |
| 99 | 1          | «Aftershock» «Последствия»                                                                  | Марк Тинкер         | Барби Клигман                          | 25 сентября 2012 | 6,45                |
| В городе землетрясение. Пит уходит на пробежку в день слушания и не возвращается. Его объявляют в розыск как сбежавшего из под залога преступника. Шелдон поддерживает Амелию, которая уже год не поддается своим зависимостям. Амелия отправляет к Вайолетт на приём знакомого по анонимным алкоголикам, который страдает от того, что его беременная дочь избегает встреч с ним из-за его алкоголизма. У дочери начинаются роды, она попадает к руки к Джейку. Отцу становится плохо, Сэм замечает это, оказывает помощь и рекомендует ему объясниться с дочерью. Родив сына, она мирится с отцом. Эддисон осталась с Джейком, которого одолевает одна из его беременных пациенток. Эддисон ревнует. Джейк предлагает съехаться. Сэм встречается с акушеркой Стефани, но долгое время скрывает это от всех. Он отправляет Шелдона, который встречается со своей бывшей женой, на дополнительное обследование. Шарлотта приходит на приём к Эддисон с подозрениями на беременность. Купер очень рад, Шарлотта в раздумьях, стоит ли сохранять беременность, так как из-за спирали у неё может быть выкидыш. Мейсон хочет братика или сестрёнку. УЗИ показывает, что у Шарлотты тройня. Вайолетт звонит полиция, с Питом произошел несчастный случай, инфаркт. Он не сбегал и не бросал семью, а умер в парке. |            |                                                                                             |                     |                                        |                  |                     |
| 100 | 2          | «Mourning Sickness» «Болезнь скорби»                                                        | Эд Орнелас          | Дженнифер Сесил                        | 2 октября 2012   | 6,01                |
| Пит в своём завещании просит устроить вместо похорон и поминок кремацию и веселый праздник. Вайолетт продаёт дом и раздаёт вещи. Все приходящие на поминки высказывают ей сочувствие и рассказывают, как Пит им помог. Вайолетт близка к нервному срыву, они с Купером заказывают пиццу и курят марихуану, спрятавшись от остальных гостей в ванной вместе с Эддисон, Сэмом и Джейком. Вайолетт просит Купера забрать Лукаса, если с ней что-то случится. Шарлотта переживает на тему беременности и того, что станет многодетной мамой. У Шелдона пациент-педофил, который хочет совершить самоубийство и приходит на приём, уже приняв таблетки. |            |                                                                                             |                     |                                        |                  |                     |
| 101 | 3          | «Good Grief» «Спасительная печаль»                                                          | Бетани Руни         | Гэйб Фонеска                           | 9 октября 2012   | 6,00                |
| Вайолетт ходит в группу скорби. Все пытаются не оставлять её одну. Эддисон и Амелия скучают по Марку Слоану. Сэм скрывает от Стефани своё прошлое с Эддисон. Купер в полном восторге от беременности Шарлотты, а она с головой погружается в работу, которой прибавилось после смерти Пита. Вайолетт и Лукас переезжают в новый дом, Лукас скучает по отцу. Шелдон злится на Сэма из-за анализов на рак простаты. У Вайолетт пациент, который страдает из-за собственной агрессии и гнева. Вайолетт узнаёт, что в прошлом он убил человека, и срывается на нем. |            |                                                                                             |                     |                                        |                  |                     |
| 102 | 4          | «You Don’t Know What You’ve Got Till It’s Gone» «Что имеем — не храним, потерявши — плачем» | Энн Киндберг        | Фред Эйнесман                          | 23 октября 2012  | 4,58                |
| 103 | 5          | «The Next Episode» «Следующий эпизод»                                                       | Жанно Шварц         | Захир МакГи                            | 13 ноября 2012   | 3,72                |
| 104 | 6          | «Apron Strings» «Завязка передника»                                                         | Амин Кадерали       | Элизабет Дж. Б. Клавитер               | 20 ноября 2012   | 4,24                |
| 105 | 7          | «The World According to Jake» «Мир по Джейку»                                               | Эллисон Лидди-Браун | Кристофер Файф                         | 21 ноября 2012   | 3,76                |
| 106 | 8          | «Life Support» «Жизнеобеспечение»                                                           | Марк Тинкер         | Дженнифер Сесил и Барби Клигман        | 4 декабря 2012   | 4,42                |
| 107 | 9          | «I'm Fine» «Я в порядке»                                                                    | Скотт Принц         | Габриэль Ланас                         | 11 декабря 2012  | 3,87                |
| 108 | 10         | «Georgia on My Mind» «Джорджия в моём уме»                                                  | Карен Гавиола       | Дженнифер Сесил и Барби Клигман        | 18 декабря 2012  | 3,84                |
| 109 | 11         | «Good Fries Are Hard to Come By» «Хорошее жаркое трудно найти»                              | Джеймс Ларкин       | Элизабет Дж. Б. Клавитер и Захир МакГи | 8 января 2013    | 4,01                |
| 110 | 12         | «Full Release» «Полный релиз»                                                               | Энн Киндберг        | Эрик Хейвуд                            | 15 января 2013   | 4,10                |
| 111 | 13         | «In Which We Say Goodbye» «Когда мы прощаемся»                                              | Марк Тинкер         | Шонда Раймс                            | 22 января 2013   | 5,32                |
| На свадьбу Эддисон и Джейка как подружка невесты прилетает Наоми, и Сэм изменяет своей девушке-акушеру Стефани с ней. Позже Наоми оказывается беременной, но не от Файва, с которым у неё ничего не выходит из-за его разъездов и работы, а от Сэма в результате интрижки на свадьбе, и Наоми признаётся Эддисон, что Файв от неё ушел. От Сэма она это скрывает, но Эддисон догадывается обо всём этом и понимает, кто отец. Эддисон намекает Сэму, что Наоми его ещё любит, не говоря о ребёнке, и Сэм расстаётся со Стефани и хочет вернуться к Наоми, даже не зная о ребёнке, только из любви к ней. Они женятся во второй раз. Амелия и Джеймс тоже планируют свадьбу. Шелдон представляет друзьям на свадьбе Миранду, но скрывает от них её и свой диагнозы. Позже Миранде становится плохо в клинике, но она вопреки советам врачей покидает больницу и отказывается от ухода со стороны Шелдона. Шелдон увольняется и запрещает Миранде его прогонять, они вместе уезжают. Купер берёт декретный отпуск вместо Шарлотты, но попытки справиться с бандой тройняшек не приводят к успеху, и он просит нанять няню. Приёмная дочь Джейка хочет бросить колледж и уехать в Рим со своим "возрастным" бойфрендом Илаем. Джейк не сразу, но благословляет её выбор. Пациентка Вайолетт (повар) после шести лет психотерапии наконец-то признаёт смерть своих близких и может о ней говорить, но по-прежнему отказывается от всех возможностей, чтобы не уезжать далеко от Вайолетт и её помощи. Вайолетт объявляет пациенке, что её помощь больше не нужна, и отказывается с ней работать дальше. Вайолетт дописала вторую книгу, на этот раз о работе их клиники. |            |                                                                                             |                     |                                        |                  |                     |